# Onthophagus blackwoodensis
Onthophagus blackwoodensis är en skalbaggsart som beskrevs av Blackburn 1891. Onthophagus blackwoodensis ingår i släktet Onthophagus och familjen bladhorningar. Inga underarter finns listade i Catalogue of Life.